# Son Tae-young
Son Tae-young (손태영?, 孫泰英?, Son Tae-yeongLR, Son TaeyŏngMR; Daegu, 19 agosto 1980) è un'attrice sudcoreana.
Terza classificata a Miss Corea 2000, quell'anno è stata la rappresentante sudcoreana a Miss International, dov'è arrivata seconda e si è aggiudicata il titolo di Miss Fotogenica. Successivamente si è data alla recitazione, apparendo soprattutto in televisione nelle serie Baengmansong-i jangmi (2003), Du anae (2009), Choegoda I Sun-sin (2013) e Bulkkot sog-euro (2014). Ha inoltre ospitato diversi programmi sulla bellezza e la moda.
Nel 2008 ha sposato l'attore Kwon Sang-woo, da cui ha avuto un figlio (2009) e una figlia (2015).

## Filmografia

### Cinema
- Gwisin-i sanda (귀신이 산다?), regia di Kim Sang-jin (2004)
- Sad Movie (새드 무비?), regia di Kwon Jong-gwan (2005)
- Gyeong-uiseon (경의선?), regia di Park Heung-sik (2007)
- Gidarida michyeo (기다리다 미쳐?), regia di Ryu Seung-jin (2008)

### Televisione
- Sunjeong (순정?) – serie TV (2001)
- Remember (리멤버?) – serie TV (2002)
- Baengmansong-i jangmi (백만송이 장미?) – serie TV (2003-2004)
- Baengmanjangja-wa gyeolhonhagi (백만장자와 결혼하기?) – serie TV (2005)
- Yeon Gaesomun (연개소문?) – serial TV (2006-2007)
- I am Sam (?) – serie TV (2007)
- Iljimae (일지매?) – serie TV (2008)
- Du anae (두 아내?) – serie TV (2009)
- Ya-wang (야왕?) – serie TV (2013)
- Choegoda I Sun-sin (최고다 이순신?) – serie TV (2013)
- Bulkkot sog-euro (불꽃 속으로?) – serie TV (2014)
- The K2 (더 케이투?) – serie TV (2016)
- Dangsin-eun neomuhamnida (당신은 너무합니다?) – serie TV (2018)